# Classe Normen

La classe Normen  est une série de cinq patrouilleurs côtiers construite  par le chantier naval polonais Stocznia Remontowa Gryfia à Szczecin pour la Garde côtière norvégienne. Elle est utilisée pour la recherche et sauvetage, la lutte contre les incendies, la protection de l'environnement, les droits de douane et les fonctions de police.

## Historique
La classe Nornen se compose de cinq navires de conception ST-610 par Skipsteknisk AS. Le contrat de livraison de ces navires a été signé le 24 novembre 2004 et ils ont été livrés dans un délai de 12 à 14 mois. Les navires ont été loués pour 15 ans. Ces navires construits à cet effet ont remplacé les cinq plus anciens navires de la garde côtière. Ils ont fourni des capacités considérablement améliorées à tous égards par rapport aux navires qu'ils ont remplacés. Cela comprenait la navigabilité (ils sont plus grands), la capacité de remorquage et la possibilité d'une traction au point fixe de 20 tonnes, la lutte contre les incendies et la protection de l'environnement (collecte des déversements d'hydrocarbures). Le pont arrière est réservé au treuil et ne possède pas d'hélipad.
Le navire de patrouille de classe Reine partage la même conception de base, mais est modifié pour être utilisé par la Garde nationale norvégienne.

## Unités
Les navires de la classe Nornen sont nommés d'après les dieux et les êtres de la mythologie nordique.
| Nom           | N° coque | Photo | Mis en service | Origine du nom |
| ------------- | -------- | ----- | -------------- | -------------- |
| NoCGV Normen  | W330     |       | 2006           | Nornes         |
| NoCGV Farm    | W331     |       | 2006           | Odin           |
| NoCGV Heimdal | W332     |       | 2006           | Heimdall       |
| NoCGV Njord   | W333     |       | 2007           | Njörd          |
| NoCGV Tor     | W334     |       | 2007           | Thor           |